# Aqua Iulia
L'Aqua Iulia è stato il quinto acquedotto della città di Roma, costruito nel 33 a.C. dall'edile Marco Vipsanio Agrippa, amico, leale collaboratore e in seguito generale e genero di Ottaviano, il futuro imperatore Augusto, alla cui famiglia, la gens Iulia, fu appunto dedicato.

## Percorso e costruzione
Captava l'acqua da sorgenti nel territorio tuscolano, al XII miglio della via Latina, identificate presso l'attuale ponte degli "Squarciarelli", nel comune di Grottaferrata. Le sorgenti erano a poca distanza da quelle che alimentavano l'acquedotto dell'Aqua Tepula.
L'intero percorso misurava 15,426 miglia romane (ca. 22,5 km.), delle quali quasi la metà (circa 11 km.) in superficie. La portata giornaliera era di 1.206 quinarie, 50.043 m3, corrispondenti a 579 litri d'acqua al secondo. Il dislivello passava dai 350 m di altitudine in corrispondenza della fonte ai 64 m circa di Roma.
Data la vicinanza con le sorgenti della Tepula, i due condotti viaggiavano insieme, in sotterranea, da un punto a tutt'oggi non individuato, fino alla piscina limaria (il bacino di decantazione) che si trovava nell'attuale zona delle Capannelle. Da lì in poi i condotti si separavano nuovamente, proseguendo in superficie ed utilizzando, per circa 9,6 km, le arcuazioni già edificate per l'acquedotto dell'Aqua Marcia, opportunamente ristrutturate per sostenere il maggiore sforzo. Il triplice condotto è ancora visibile nei tratti di arcate rimasti in piedi. I due condotti continuavano comunque a viaggiare insieme, benché separati. La portata definitiva comune venne accresciuta in seguito da 92 quinarie prelevate dall'Acqua Marcia e di altre 163, molto più tardi, derivate dall'acquedotto del'Anio Novus.
L'acquedotto arrivava a Roma nella località "ad spem veterem", nei pressi di Porta Maggiore. Da qui in avanti le arcate del condotto proseguivano fino a scavalcare la via Tiburtina su un arco che fu poi trasformato nella Porta Tiburtina. Il percorso tornava poi sotterraneo, superava la Porta Viminale, dove oggi sorge la Stazione Termini, e concludeva il suo tragitto in prossimità della Porta Collina, dove si trovava il “castello” principale di distribuzione, nelle vicinanze dell'attuale via XX Settembre.
Grazie ad una serie di ben 17 punti di distribuzione, l'Aqua Iulia, insieme alla Tepula, approvvigionava i colli Celio, Esquilino, Viminale, Quirinale, Campidoglio, Palatino e Piccolo Aventino, oltre ai Fori.

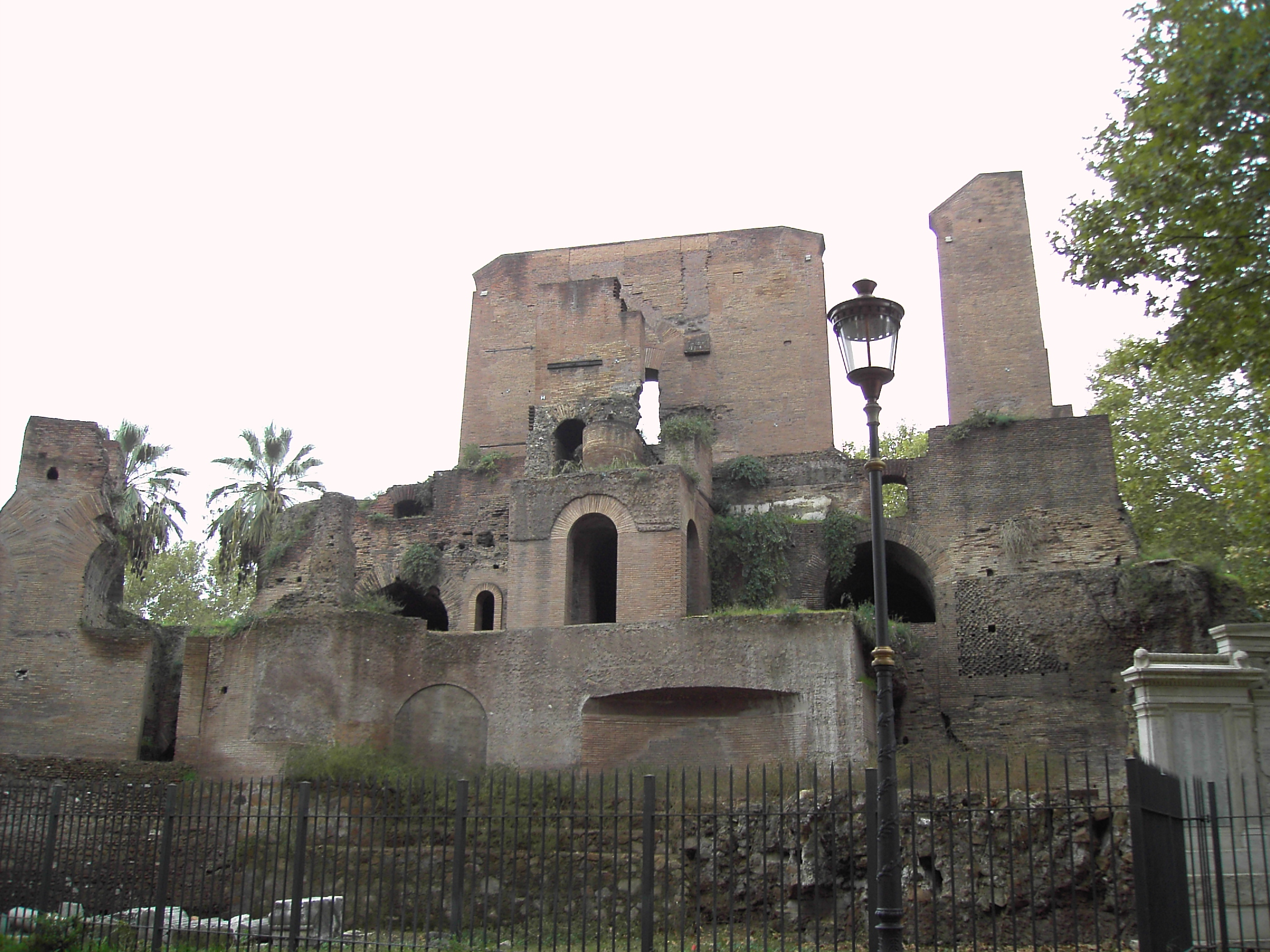
Resti della mostra d'acque detta Trofei di Mario

Dopo una prima serie di restauri effettuata già da Augusto tra l'11 e il 4 a.C., altri interventi furono effettuati da Caracalla e poi da Alessandro Severo, che utilizzò queste acque per rifornire una fontana monumentale tuttora visibile nell'attuale Piazza Vittorio, conosciuta come i Trofei di Mario o nymphaeum Alexandri.
L'arrivo a Roma dell'acqua (che poi si disperde) avviene ora con un canale noto come Marrana Mariana e costruito da papa Callisto II nel 1122, che veniva all'epoca usato principalmente per i mulini e per l'irrigazione dei campi.